# Rene Mihelič
Rene Mihelič (* 5. Juli 1988 in Maribor) ist ein slowenischer Fußballspieler.

## Karriere

### Verein
Mihelič begann seine Karriere in der Jugendabteilung von NK Maribor und spielte seitdem für Maribor. 2005 gab er sein Debüt in der Slovenska Nogometna Liga. In seiner ersten Saison kam er auf 16 Spiele. Im Jahr 2010 verließ er den Klub zu Nacional Funchal nach Portugal. Dort kam er nur unregelmäßig zum Einsatz. Anfang 2013 wechselte er für ein halbes Jahr auf Leihbasis zu ZSKA Sofia. Im Oktober 2013 schloss er sich NK Zavrč an, ehe er Anfang 2014 zu Debreceni VSC nach Ungarn wechselte. Dort gewann er mit seiner Mannschaft die Meisterschaft 2014. Im Sommer 2015 verpflichtete ihn der israelische Erstligist Hapoel Ra’anana. Dort blieb er bis Anfang 2017, als er seinen Vertrag auflöste. Kurze Zeit später verpflichtete ihn der Riga FC. Im Sommer 2017 ging er zu Chennaiyin FC nach Indien. Er gewann mit seiner Mannschaft in der Saison 2017/18 die Meisterschaft. In den Play-offs war er dabei jedoch nicht zum Einsatz gekommen. Ab Mitte 2018 spielte er für den Delhi Dynamos FC.
Im April 2019 wechselte er nach Indonesien zu Persib Bandung, für das er zehnmal in der Liga 1 spielte. Im August 2019 verließ er Indonesien wieder. Nach mehreren Monaten ohne Verein kehrte Mihelič im Januar 2020 nach Maribor zurück. In einem Jahr in Marburg kam er zu acht Einsätzen in der 1. SNL. Im Januar 2021 wechselte der Mittelfeldspieler nach Montenegro zum FK Sutjeska Nikšić. Zur Saison 2021/22 schloss er sich dem österreichischen Regionalligisten SC Kalsdorf an. Für Kalsdorf kam er insgesamt zu 53 Einsätzen in der Regionalliga, aus der er mit dem Team aber 2023 abstieg.
Zur Saison 2023/24 schloss er sich daraufhin dem sechstklassigen USV Hengsberg an.

### Nationalmannschaft
Mihelič gab sein Debüt für die slowenische A-Nationalmannschaft am 22. August 2007 im Spiel gegen Montenegro, als er beim 1:1-Unentschieden für Mitja Mörec in der 83. Spielminute eingewechselt wurde.

## Erfolge
- Slowenischer Meister: 2009
- Ungarischer Meister: 2014
- Indischer Meister: 2018